# Marcelo Sanford
Marcelo Sanford de Barros (Sobral, 29 de março de 1922 – Fortaleza, 21 de agosto de 1976) foi um político brasileiro.
Filho de Antônio Fernandes Barros e da descendente de norte-americanos de origens francesa e inglesa Susana Sanford Barros. Casou-se com Aparecida Maria Arruda Barros. Seu irmão, Haroldo Sanford, foi deputado federal pelo Ceará, entre 1979-1987 e 1988-1991.
Filiado ao Partido Trabalhista Nacional (PTN), foi eleito em outubro de 1962 deputado federal. Iniciou o mandato em fevereiro de 1963, e com a extinção dos partidos políticos pelo Ato Institucional Número Dois e a instauração do bipartidarismo, filiou-se à Aliança Renovadora Nacional (Arena). Deixou a Câmara dos Deputados em janeiro de 1967, ao final da legislatura, não tendo concorrido à reeleição nas eleições de outubro de 1966.